# Мударріс Шараф
Мударріс Шараф (Мөдәррис Шәрәф; справж. — Шәрәф Хасиятулла улы Мөдәррисов, Мударрісов Шараф Хасіятуллович; 1 листопада 1919, с. Нижня Каракітя, нині Татарстан, РФ — 27 квітня 1963, м. Казань, Татарстан) — татарський письменник, перекладач.

## Біографія
Народився в селянській родині. Початкову освіту здобув у рідному селі, закінчив семирічну школу в сусідньому селі Мунчалі, а в 1935 році приїхав до Казані вчитися на рабфаку перед Педінститутом. Потім два роки навчався в учительському інституті. Почав друкуватися в пресі з 1933 року зі своїми віршами. Особливо креативний у студентські часи. Вже в 1937 році вийшла перша збірка віршів «Підростаючий». У цей період також починаються перші експерименти поета в галузі художнього перекладу. У 1941 р. вийшов його переклад знаменитого вірша «Нарспі» Костянтина Іванова, класика чуваської літератури.
У 1941 — у Червоній Армії. В одному з кривавих боїв на Смоленщині того літа отримав поранення.
У 1942 році знову пішов на війну, воював мінометником на Північно-Західному фронті і на цьому ж фронті служив військовим кореспондентом у редакції татарськомовної газети «Ватан өчен».
Писав масштабні вірші, новели, ліричні та публіцистичні вірші, гумористично-сатиричні твори, оповідання та брошури, публікував статті в пресі на міжнародні теми. Будучи одним із перших у татарській поезії, він відкрив шлях жанру сонета, написавши та проілюструвавши його прекрасні приклади. Поет також активно працював в галузі перекладу.